# ID Identity
ID Identity eller Rexholm A/S er en dansk producent af arbejdsbeklædning og profilbeklædning.
De har hovedkvarter i Holstebro, hvor selskabet blev oprettet i 1992. Rexholm A/S har følgende brands: ID Identity, Geyser, More than Sportswear, PRO Wear, Made to Last, Seven Seas og Passion for Shirts.
I 2022 havde de en omsætning på 545 mio. kr. og i alt 88 heltidsansatte.